# Raid Dschuhi
Raid Dschuhi al-Saadi (* 1970) war der vorsitzende Ermittlungsrichter im Prozess um Saddam Hussein. Der Iraker schiitischer Konfession studierte Rechtswissenschaften an der Universität von Bagdad.

## Leben
Ihm oblag die Vorbereitung der Anklageschrift gegen den ehemaligen Diktator. Der vorgebrachte Anklagepunkt ist das Massaker in Dudschail 1982, bei der mehr als 140 meist schiitische Zivilisten ermordet worden waren.
Er ist nach Rizgar Muhammad Amin der zweite Richter des Tribunals, der namentlich bekannt geworden ist; zuvor unterlagen die Namen der Richter aus Sicherheitsgründen der Geheimhaltung. Dschuhi erlangte internationale Aufmerksamkeit, nachdem die irakische Polizei ein gegen ihn gerichtetes, von Anhängern Husseins betriebenes Mordkomplott aufdeckte. In der nordirakischen Stadt Kirkuk war ein Dokument aufgefunden worden, in welchem zur Ermordung des Richters aufgerufen wird.